# Kis Emberek Könyvtára
Kis Emberek Könyvtára 1925-1928 között megjelent népművelő könyvsorozat Nagyváradon, 12 füzetben. Szerkesztette és kiadta Bodnár János "tisztviselő társainak, tanítóknak, jegyzőknek, rajtuk keresztül a falu népének". Az 1925-ben megjelent 1. füzet a szerkesztő tollából A fogas kérdés cím alatt ókori mese keretében indított elbeszélésfüzér az egészségről mint az élet legfőbb javáról. A 2. füzetet Benedek Elek írta, a következők közül ugyancsak a szerkesztő tollából a Bicsérdy-láz és Egy darab Amerika c. könyvecske emelhető ki. A sorozat anyagi nehézségek miatt 1928-ban szűnt meg.